# Fricativa postalveolare sonora
La fricativa postalveolare sonora è una consonante fricativa molto frequente in numerose lingue, che in base all'alfabeto fonetico internazionale è rappresentato col simbolo [ʒ].
Nella lingua italiana la fricativa postalveolare sonora non è presente, se non in parole di origine straniera come garage e gigolo. È però possibile trovare questa consonante nei dialetti italiani, come il toscano, dove si realizza come g intervocalica: disagio [diˈzaːʒo], oltre che nelle lingue sarda e ligure, nelle quali è rappresentata ortograficamente dalla lettera x: sardo cìxiri /ˈt͡ʃiʒiri/, ligure xoâ /ʒwaː/, e nella lingua corsa, nella quale è rappresentata dal digrammo sg : grisgiu /ˈɡriːʒu/.

## Caratteristiche
La fricativa postalveolare sonora presenta le seguenti caratteristiche:
- il suo modo di articolazione è fricativo, perché questo fono è dovuto alla frizione causata dal passaggio ininterrotto di aria attraverso un restringimento del cavo orale;
- il suo luogo di articolazione è postalveolare, perché nel pronunciare questo suono la lingua viene avvicinata al palato non lontano dagli alveoli;
- è una consonante sonora, in quanto tale suono viene prodotto con intervento vibratorio delle corde vocali;

## Altre lingue

### Croato
In croato è un fonema ed è reso graficamente con la lettera ⟨ž⟩:
- žut "giallo"
- pažnja "attenzione"
- Varaždin

### Francese
In francese è un fonema ed è reso graficamente con la lettera ⟨j⟩ oppure con la ⟨g⟩ seguita da e, i, y, questo fonema è il risultato della deaffricazione del fonema /d͡ʒ/ presente nel Francese antico, in maniera simile al fonema /t͡ʃ/→/ʃ/ (CH):
- jour "giorno" [ʒuːʁ] dal francese antico iour /d͡ʒour/
- gîte "rifugio di montagna" [ʒit] dal francese antico Gîte /d͡ʒitə/
- gens "gente" [ʒɑ̃] dal francese antico gens /d͡ʒə̃/

### Inglese
In inglese, tale fono è reso con la grafia ⟨s⟩ o ⟨si⟩:
- occasion "occasione" [əˈkʰeɪ̯ʒn̩]
- pleasure "piacere" [ˈpʰlɛʒɚ]

### Ligure
In ligure, tale fono è reso con la ⟨x⟩ :
- xatta "piatto fondo" [ʒatta]
- baxo "bacio" [ˈbaʒu]
- Texo "Teresa" [ˈTeʒu]

### Portoghese
In portoghese, tale fono è reso con la ⟨g⟩ seguita da e , i, oppure con la lettera ⟨j⟩ seguita da a, o, u:
- geógrafo "geografo"
- relógio "orologio"
- rajada "raffica" [ʁɐˈʒadɐ]
- jovem "giovane"

Inoltre, in Portogallo e in alcune zone dialettali del Brasile (ad esempio, a Rio de Janeiro), con la ⟨s⟩ (se seguita da una consonante sonora come /b/, /d/ o /ɡ/):
- Lisboa "Lisbona"
- desde "da"
- vesgo "strabico"

### Russo
In russo, è reso col grafema ⟨ж⟩ (romanizzato in ž secondo la traslitterazione scientifica, zh secondo la traslitterazione anglosassone):
- жизнь (žizn') "vita"
- женщина (ženščina) "donna"
- мужчина (mužčina) "uomo"

### Ungherese
In ungherese, è reso col digramma ⟨zs⟩:
- Pozsony [ˈpoʒoɲ]
- Kolozsvár [ˈkoloʒvaːr]

### Esperanto
In esperanto, è reso col grafema ⟨ĵ⟩
- Ĵurnalo [ʒurnalo] (Giornale)
- Aĵo [aʒo] (Cosa, Oggetto)